# Nuoto ai campionati mondiali di nuoto 2019 - 1500 metri stile libero maschili
La gara di nuoto dei 1500 metri stile libero maschili dei campionati mondiali di nuoto 2019 è stata disputata il 27 luglio e il 28 luglio presso il Nambu International Aquatics Centre di Gwangju. Vi hanno preso parte 35 atleti provenienti da 28 nazioni.

## Podio
| Posizione | Atleta               | Nazionalità |
| --------- | -------------------- | ----------- |
| Oro       | Florian Wellbrock    | Germania    |
| Argento   | Mychajlo Romančuk    | Ucraina     |
| Bronzo    | Gregorio Paltrinieri | Italia      |

## Programma
| Data           | Ora (UTC+9) | Turno    |
| -------------- | ----------- | -------- |
| 27 luglio 2019 | 11:17       | Batterie |
| 28 luglio 2019 | 20:17       | Finale   |

## Record
Prima della manifestazione il record del mondo e il record dei campionati erano i seguenti.
| Record mondiale       | 14'31"02 | Sun Yang Cina | 4 agosto 2012 Londra, Gran Bretagna |
| Record dei campionati | 14'34"14 | Sun Yang Cina | 31 luglio 2011 Shanghai, Cina       |

## Risultati

### Batterie[2]
| Pos. | Batteria | Corsia | Atleta               | Nazionalità   | Tempo    | Note |
| ---- | -------- | ------ | -------------------- | ------------- | -------- | ---- |
| 1    | 4        | 5      | Gregorio Paltrinieri | Italia        | 14'45"80 | Q    |
| 2    | 4        | 4      | Florian Wellbrock    | Germania      | 14'47"52 | Q    |
| 3    | 3        | 4      | Mychajlo Romančuk    | Ucraina       | 14'47"54 | Q    |
| 4    | 4        | 1      | Alexander Norgaard   | Danimarca     | 14'47"75 | Q    |
| 5    | 4        | 2      | Henrik Christiansen  | Norvegia      | 14'50"28 | Q    |
| 6    | 3        | 2      | Domenico Acerenza    | Italia        | 14'52"03 | Q    |
| 7    | 3        | 7      | David Aubry          | Francia       | 14'53"38 | Q    |
| 8    | 3        | 1      | Serhiy Frolov        | Ucraina       | 14'55"06 | Q    |
| 9    | 4        | 7      | Damien Joly          | Francia       | 14'55"51 |      |
| 10   | 3        | 6      | Jan Micka            | Rep. Ceca     | 14'59"05 |      |
| 11   | 4        | 3      | Jordan Wilimovsky    | Stati Uniti   | 14'59"94 |      |
| 12   | 2        | 4      | Ákos Kalmár          | Ungheria      | 15'00"99 |      |
| 13   | 3        | 5      | Daniel Jervis        | Gran Bretagna | 15'01"50 |      |
| 14   | 3        | 9      | Nguyễn Huy Hoàng     | Vietnam       | 15'02"35 |      |
| 15   | 4        | 8      | Anton Ipsen          | Danimarca     | 15'04"02 |      |
| 16   | 3        | 3      | Jack McLoughlin      | Australia     | 15'04"64 |      |
| 17   | 3        | 8      | Ruwen Straub         | Germania      | 15'05"51 |      |
| 18   | 4        | 0      | Ilya Druzhinin       | Russia        | 15'07"93 |      |
| 19   | 2        | 9      | Ahmed Akram          | Egitto        | 15'13"25 |      |
| 20   | 2        | 3      | Gergely Gyurta       | Ungheria      | 15'14"20 |      |
| 21   | 2        | 5      | Ji Xinjie            | Cina          | 15'15"41 |      |
| 22   | 2        | 6      | Diogo Villarinho     | Brasile       | 15'15"91 |      |
| 23   | 4        | 9      | Wojciech Wojdak      | Polonia       | 15'16"14 |      |
| 24   | 2        | 7      | Vuk Čelić            | Serbia        | 15'17"79 |      |
| 25   | 3        | 0      | Guilherme Costa      | Brasile       | 15'20"73 |      |
| 26   | 4        | 6      | Zane Grothe          | Stati Uniti   | 15'21"43 |      |
| 27   | 2        | 2      | Dimitrios Negris     | Grecia        | 15'25"71 |      |
| 28   | 2        | 0      | Kim Woo-min          | Corea del Sud | 15'26"17 |      |
| 29   | 2        | 8      | Huang Guo-ting       | Taipei cinese | 15'33"53 |      |
| 30   | 2        | 1      | Aflah Prawira        | Indonesia     | 15'38"34 |      |
| 31   | 1        | 5      | Joaquín Moreno       | Argentina     | 15'48"98 |      |
| 32   | 1        | 3      | Aryan Nehra          | India         | 15'59"47 |      |
| 33   | 1        | 6      | Cheuk Ming Ho        | Hong Kong     | 16'03"96 |      |
| 34   | 1        | 4      | Oli Mortensen        | Fær Øer       | 16'17"71 |      |
| 35   | 1        | 2      | Adib Khalil          | Libano        | 16'19"51 |      |

### Finale[3]
| Pos. | Corsia | Atleta               | Nazionalità | Tempo    | Note |
| ---- | ------ | -------------------- | ----------- | -------- | ---- |
|      | 5      | Florian Wellbrock    | Germania    | 14'36"54 |      |
|      | 3      | Mychajlo Romančuk    | Ucraina     | 14'37"63 |      |
|      | 4      | Gregorio Paltrinieri | Italia      | 14'38"75 |      |
| 4    | 1      | David Aubry          | Francia     | 14'44"72 |      |
| 5    | 2      | Henrik Christiansen  | Norvegia    | 14'45"35 |      |
| 6    | 7      | Domenico Acerenza    | Italia      | 14'52"05 |      |
| 7    | 8      | Serhiy Frolov        | Ucraina     | 15'01"04 |      |
| 8    | 6      | Alexander Norgaard   | Danimarca   | 15'20"47 |      |